# Кедрина, Зоя Сергеевна
Зо́я Серге́евна Ке́дрина (18 (31) августа 1904, Москва — 11 декабря 1992, там же) — русский советский писатель, литературовед, литературный критик, переводчик с национальных языков. Доктор филологических наук.

## Биография
В 1931 году переехала в Алма-Ату, КазССР, работала в Государственной публичной библиотеке Казахской ССР. Вернувшись в Москву, поступила в Литературный институт им. А. М. Горького, который окончила в 1938 году. Работала в журналах «Новый мир», «Октябрь», «Литературная газета». Преподавала в Московском государственном университете, с 1957 года была старшим научным сотрудником Академии наук СССР, Литературного института им. А. М. Горького. В 1974 году защитила докторскую диссертацию по филологии.
В 1966 году выступала в качестве общественного обвинителя на процессе Синявского и Даниэля.

### Личная жизнь
Муж — писатель Алексей Наумович (Абель Нахимович) Пантиелев.

## Научная деятельность
Сфера научных интересов — русская советская литература (Ф. В. Гладков, Л. М. Леонов, К. М. Симонов, И. Л. Сельвинский и др.), литература советских республик (М. О. Ауэзов, С. М. Муканов, Г. М. Мусрепов, Г. Мустафин, С. Г. Рагимов, Д. И. Гулиа, Б. М. Кербабаев, Ч. Т. Айтматов, М. А. Ибрагимов), вопросы перевода с национальных языков.
При её участии на русском языке вышли издания по истории казахской (1958, 1960), азербайджанской (1963), татарской (1965), узбекской (1967), киргизской (1970) литературы, «История литературы народов Средней Азии и Казахстана» (1960), многотомник «История многонациональной советской литературы» (4 т., 1971). Участвовала в издании избрания сочинений М. Ауэзова в 5 т. (М., 1973—75), а также произведений «Шатқалаң», «Өсксн орксн» и др., в составлении антологии «Казахские степные сказания» (М., 1951).
Кедрина является автором более 300 критических статей.

## Признание
- 1967 — Орден «Знак Почёта» (28 октября 1967 года) — за заслуги в развитии советской литературы и активное участие в коммунистическом воспитании трудящихся[6][2].
- 1970 — лауреат Государственной премии Узбекской ССР им. Беруни[7].
- 1974 — заслуженный работник культуры Каракалпакской АССР.
- 1981 — заслуженный работник культуры Казахской ССР.
- Орден Трудового Красного Знамени[2].

### Монографии
- Кедрина З. С. Из живого источника. Очерки советской казахской литературы. — 1-е изд. — Москва: Советский писатель, 1960. — 405 с.
- Кедрина З. С. Из живого источника. Очерки советской казахской литературы. — 2-е изд. — Алма-Ата: Жазушы, 1966. — 432 с.
- Кедрина З. С. Главное — человек. Некоторые черты современного реализма. — Москва: Советский писатель, 1972. — 406 с.
- Кедрина З. С. На языке дружбы. — Москва: Советский писатель, 1984. — 287 с.

#### Научная редактура
- Очерк истории казахской советской литературы / Академия наук СССР, Институт мировой литературы им. А. М. Горького, Академия наук Казахской ССР, Институт языка и литературы. Ред. З. С. Кедрина, Е. В. Лизунова. — Москва: Издательство Академии наук СССР, 1960. — 687 с.
- Очерк истории азербайджанской советской литературы / Академия наук СССР, Институт мировой литературы им. А. М. Горького, Академия наук Азербайджанской ССР, Институт литературы и языка им. Низами. Ред. З. С. Кедрина, Г. Б. Бабаев. — Москва: Издательство Академии наук СССР, 1963. — 570 с.
- История узбекской советской литературы / Академия наук СССР, Институт мировой литературы им. А. М. Горького, Академия наук Узбекской ССР, Институт языка и литературы им. А. С. Пушкина. Ред. З. С. Кедрина, С. С. Касымов. — Москва: Наука, 1967. — 794 с.
- Хадаханэ М. А. Тувинская проза / Тувинский научно-исследовательский институт языка, литературы и истории. Науч. ред. З. С. Кедрина. — Кызыл: Тувкнигоиздат, 1968. — 131 с. — ISBN 5-280-00261-5.
- История советской многонациональной литературы. В шести томах / глав. ред. Г. И. Ломидзе, Л. И. Тимофеев. — Москва: Наука, 1972. — Т. 4 / отв. ред. З. С. Кедрина. — 664 с.
- История каракалпакской советской литературы / отв. ред. З. С. Кедрина. — Ташкент: Фан, 1981. — 434 с.
- История узбекской литературы. В двух томах / Академия наук Узбекской ССР, Институт языка и литературы им. А. С. Пушкина. Отв. ред. А. Х. Хайитметов, З. С. Кедрина. — Ташкент: Фан, 1987.

### Критические статьи
- Кедрина З. С. Мухтар Ауэзов. Критико-биографический очерк. — Москва: Советский писатель, 1951. — 124 с.
- Кедрина З. С. Мирсаид Миршакар. Критико-биографический очерк. — Москва: Детгиз, 1954. — 40 с. — (Дом детской книги).
- Кедрина З. С. Литературно-критические статьи. — Москва: Советский писатель, 1956. — 319 с.

### Эссе
- Кедрина З. С. Гырдя. Обобщенный портрет ударника-колхозника Казакстана. — Алма-Ата: типография им. X годовщины Казахской АССР, 1934. — 20 с.
- Кедрина З. С. Искусство писать рассказы. В помощь юным писателям. — Москва: НКП РСФСР, Центральный дом художественного воспитания детей, 1944. — 31 с.
- Кедрина З. С. В защиту народной жизни // Советская художественная проза. Сборник статей. — Москва: Советский писатель, 1955. — 647 с.
- Кедрина З. С. В единой семье // Поиски и свершения. Литературно-критические статьи. — Москва: Советский писатель, 1960. — 370 с.
- Кедрина З. С. Современность — душа советской литературы. — Москва: Знание, 1960. — 40 с. — (Брошюры-лекции. Серия 6. Литература и искусство / Всесоюзное общество по распространению политических и научных знаний, № 14).
- Кедрина З. С. Правда жизни и правда искусства. — Москва: Знание, 1966. — 32 с. — (Новое в жизни, науке, технике. 6 серия. Литература и искусство, № 15).
- Кедрина З. С. Социалистический реализм на современном этапе. — Москва, 1972. — 19 с. — (Доклады / Союз писателей СССР. Институт мировой литературы им. А. М. Горького. АН СССР. Академическое общество наук при ЦК КПСС. 50 лет СССР. Научная конференция «Новая историческая общность людей — советский народ и литература социалистического реализма. 30 октября – 1 ноября 1972 года, № 14).

### Редактура, вступительные статьи, послесловия
- Песни казахских степей. Сборник произведений казахской литературы / ред.-сост. и авт. вступ. ст. З. С. Кедрина, илл. В. Алфеевский. — Москва — Ленинград: Детгиз, 1951. — 381 с.
- Джабаев Д. Избранное / ред.-сост. и авт. вступ. ст. З. С. Кедрина, илл. В. Алфеевский. — Москва — Ленинград: Детгиз, 1954. — 95 с. — (Школьная библиотека. Для средней школы).
- Ауэзов М. О. Абай. В двух книгах / авт. вступ. ст. З. С. Кедрина, авт. гравюр Л. Ильина. — Москва: Гослитиздат, 1958. — 472 с.
- Ауэзов М. О. Крутизна. Повесть. Рассказы. Очерки / авт. вступ. ст. З. С. Кедрина. — Москва: Советский писатель, 1965. — 279 с.
- Ауэзов М. О. Собрание сочинений. В пяти томах / ред., сост. и авт. примеч. Л. Ауэзова, авт. вступ. ст. З. С. Кедрина. — Москва: Художественная литература, 1973. — 472 с.
- Ахтанов Т. Суровые дни / пер. с казах. А. М. Дроздова, С. А. Борзенко, авт. послесл. З. С. Кедрина, илл. П. М. Чернышёв. — Москва: Воениздат, 1958. — 362 с.
- Рагимов С. Г. Шамо / пер. с азерб. А. Шариф и Ю. Либединский, авт. послесл. З. С. Кедрина, илл. Ю. Красный. — Москва: Известия, 1963. — 711 с. — (Библиотека исторических романов народов СССР).
- Рагимов С. Г. Прошение о воде. Рассказы / авт. вступ. ст. З. С. Кедрина. — Москва: Художественная литература, 1967. — 238 с.
- Рагимов, С. Г. Избранные произведения. В двух томах / авт. вступ. ст. З. С. Кедрина. — Москва: Художественная литература, 1972. — 279 с.
- Сыдыкбеков Т. Среди гор / авт. послесл. З. С. Кедрина, илл. Е. Ракузин. — Москва: Известия, 1965. — 799 с. — (Библиотека «Пятьдесят лет советского романа»).
- Смирнов В. А. Весной Семнадцатого / авт. вступ. ст. З. С. Кедрина, илл. Л. Фалин. — Москва: Детская литература, 1970. — 256 с.
- Смирнов В. А. Красные дни / авт. вступ. ст. З. С. Кедрина, илл. А. Иткин. — Москва: Детская литература, 1975. — 272 с.
- Единство. Сборник статей о многонациональной советской литературе / ред.-сост. и авт. вступ. ст. З. С. Кедрина, илл. В. Алфеевский. — Москва: Художественная литература, 1972. — 431 с.
- Ибрагимов М. А. Избранные произведения. В двух томах / авт. вступ. ст. З. С. Кедрина. — Москва: Художественная литература, 1972.
- Ибрагимов М. А. Собрание сочинений. В шести томах / авт. вступ. ст. З. С. Кедрина. — Москва: Художественная литература, 1986–1988.
- Сельвинский И. Л. Избранные произведения / сост. И. Л. Михайлова, авт. вступ. ст. З. С. Кедрина, подгот. текст и примеч. И. Л. Михайлова и Н. Г. Захаренко. — Ленинград: Советский писатель. Ленинградское отделение, 1972. — 958 с. — (Библиотека поэта. Большая серия. 2-е издание / гл. ред. Ф. Я. Прийма).
- Санбаев С. К. Дорога только одна. Повести и роман / авт. послесл. З. С. Кедрина, илл. А. Яковлев. — Москва: Молодая гвардия, 1974. — 429 с.
- Шевердин М. И. Семь смертных грехов / авт. послесл. З. С. Кедриной, илл. Л. Даватц и Э. Исхаков. — Ташкент: Издательство литературы и искусства, 1974. — 712 с.
- Поэты Каракалпакии / сост., авт. биограф. справки и примеч. И. Юсупова; авт. вступ. ст. З. С. Кедрина. — Ленинград: Советский писатель. Ленинградское отделение, 1980. — 255 с. — (Библиотека поэта. Основана М. Горьким. Большая серия, 2-е издание).
- Уйгун. Избранное. Стихотворения и поэмы / авт. вступ. ст. З. С. Кедрина, илл. А. Ляшенко, А. Яковлев. — Москва: Художественная литература, 1980. — 334 с.
- Алимжанов А. Т. Стрела Махамбета (о М. Утемисове). Гонец / авт. вступ. ст. З. С. Кедрина, илл. А. Скородумов. — Москва: Художественная литература, 1978. — 455 с.
- Кекильбаев А. К. Степные легенды. Повести. Роман / авт. вступ. ст. З. С. Кедрина. — Москва: Художественная литература, 1983. — 462 с.
- Мустафин Г. Избранное. Романы / вступ. ст. З. С. Кедрина. — Москва: Советский писатель, 1983. — 543 с.
- Симашко, М. Д. Избранное / авт. вступ. ст. З. С. Кедрина. — Алма-Ата: Жазушы, 1983. — 472 с.
- Абдрахманова Т. А. Избранное / авт. вступ. ст. З. С. Кедрина. — Москва: Советский писатель, 1985. — 334 с.
- Яшен К. Хамза. Узбекский поэт и общественный деятель / пер. В. Осипов, авт. вступ. ст. З. С. Кедрина. — Москва: Художественная литература, 1988. — 527 с. — ISBN 5-280-00261-5.

### Переводы
- Каипбергенов Т. К. Дастан о каракалпаках. Сказание о Маман-бии / пер. А. Н. Пантиелев, З. С. Кедрина. — Москва: Известия, 1984. — 573 с. — (Библиотека «Дружбы народов»).
- Каипбергенов Т. К. Дастан о каракалпаках. Сказание о Маман-бии / пер. А. Н. Пантиелев, З. С. Кедрина, илл. Б. И. Жутовский. — Москва: Советский писатель, 1979. — 462 с.
- Каипбергенов Т. К. Библиотека произведений, удостоенных Государственной премии СССР. Сказание о Маман-бие. Книга первая / пер. А. Н. Пантиелев, З. С. Кедрина. — Москва: Советский писатель, 1989. — 543 с. — ISBN 5-265-00844-6.

### Повести
- Кедрина З. С. Аул нашего отца / илл. Ревазов. — Москва — Алма-Ата: Казахстанское краеведческое издательство, типография треста «Полиграфкнига», 1933. — 48 с.